# Rue Jean-Maridor
La rue Jean-Maridor est une rue du 15e arrondissement.

## Origine du nom
Cette voie porte le nom de Jean Maridor (1920-1944), capitaine, aviateur, héros de la Seconde Guerre mondiale.

## Historique
Une première partie de la voie est ouverte, en 1882, sur une longueur de 154 m environ à partir de la rue Lecourbe, sous le nom d’« avenue de Vaugirard-Nouveau ».
Une seconde partie de la voie est ouverte, en 1902, sur une longueur de 112 m environ à partir de l'avenue Félix-Faure.
Elle prend sa dénomination actuelle le 3 février 1954.

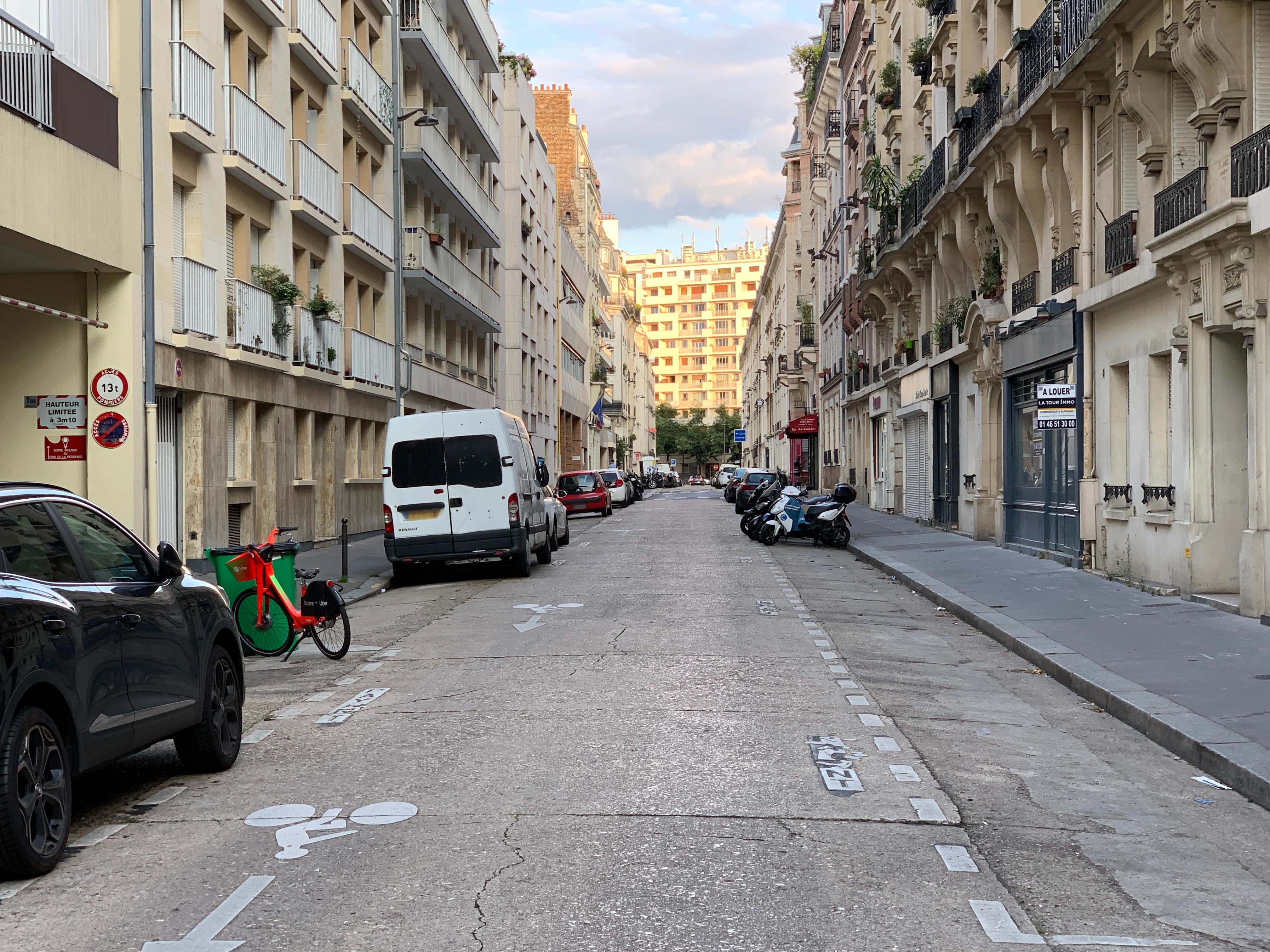
La rue rue Jean-Maridor.